# 丰州乡
丰州乡，是中华人民共和国江西省赣州市崇义县下辖的一个乡镇级行政单位。

## 行政区划
丰州乡下辖以下地区：
丰州村、九岭村、小坑村、欧家村、白石村、雁湖村、古亭村和桐梓村。